# Брагинская (Вологодская область)
Брагинская — деревня в Тотемском районе Вологодской области.
Входит в состав Пятовского сельского поселения, с точки зрения административно-территориального деления — в Пятовский сельсовет.
Расстояние по автодороге до районного центра Тотьмы — 3 км, до центра муниципального образования деревни Пятовская — 2 км. Ближайшие населённые пункты — Большая Семеновская, Варницы, Ивойлово, Молоково, Пятовская, Углицкая.
По переписи 2002 года население — 52 человека (30 мужчин, 22 женщины). Основные национальности — русские (71 %), цыгане (27 %).